# Prințesa Helena de Waldeck și Pyrmont
Prințesa Helena de Waldeck și Pyrmont (Helena Frederica Augusta; 17 februarie 1861 – 1 septembrie 1922) a fost fiica lui George Victor, Prinț de Waldeck și Pyrmont și a soției lui Prințesa Helena de Nassau, care prin căsătorie a devenit membră a familiei regale britanice.

## Familie
S-a născut la Arolsen, capitala principatului Waldeck din Germania. A fost sora: Friedrich, ultimul Prinț de Waldeck și Pyrmont; Marie, prima soție a lui Wilhelm al II-lea de Württemberg; și Emma, soția regelui Willem al III-lea al Țărilor de Jos (și mama reginei Wilhelmina).
Bunicii materni au fost Wilhelm, Duce de Nassau și a doua soție, Prințesa Pauline de Württemberg. Pauline a fost fiica Prințului Paul de Württemberg și a soției sale, Prințesa Charlotte de Saxa-Hildburghausen.
Paul a fost fiul lui Frederic I de Württemberg și a soției sale, Ducesa Augusta de Brunswick-Wolfenbüttel.  Augusta a fost fiica cea mare a lui Karl Wilhelm Ferdinand, Duce de Brunswick-Luneburg și a Prințesei Augusta a Marii Britanii, sora mai mare a regelui George al III-lea al Regatului Unit.